# پیتر سرمنی
پیتر سرمنی (انگلیسی: Peter Sermanni؛ زادهٔ ۹ ژوئیهٔ ۱۹۷۱) بازیکن فوتبال اهل اسکاتلند است که در خط میانی تیم بازی می‌کرد.
از باشگاه‌هایی که در آن بازی کرده‌است می‌توان به باشگاه فوتبال لیورپول اشاره کرد.